# Кам'янка (Охтирський район)
Ка́м'янка — село в Україні, у Тростянецькій міській громаді Охтирського району Сумської області.

## Географія
Розташоване за 18 кілометрів на південний схід від центру громади Тростянця (автошлях місцевого значення). Село розташоване у низині за 3 км від р. Ворскли на її правому березі. На протилежному березі розташоване село Бакирівка (Охтирський район). Місцевість тут порізана глибокими та довгими ярами. На південь від села простягається ліс. На півночі села — Довгий Яр. Саме тут колись брала свій початок невелика річка Кам'янка, за якою село отримало свою назву. Зараз тут розташований ставок. На південний захід від села є невеличке озеро. Через село проходить залізниця (ділянка Суми—Люботин) і є залізнична станція Бакирівка.
Найближчі сусіди — села Люджа і Кам'янецьке. Ґрунти у селі і навколо нього чорноземні, є запаси піску і глини, клімат — помірно-континентальний, сприятливий для вирощування всіх сільськогосподарських культур. Село має значний рекреаційний потенціал. Селом тече Балка Кам'янецька.

## Символіка
Герб: у зеленому полі срібна церква з дзвіницею, під якою срібна хвиляста балка. Під балкою три золоті камені (герб є промовистим). Вгорі золота глава, відділена зубчасто. Щит увінчаний сільською геральдичною короною з колосками.
Прапор: квадратне полотнище, що складається з двох відділених зубчасто горизонтальних смуг – верхньої жовтої (шириною в ¼ сторони прапора) і нижньої зеленої. По центру білий лапчастий хрест, під яким біла хвиляста смуга. Під смугою три жовті камені.

## Історія

### Історія Кам'янки у 16-19 ст
Історія Кам'янки бере початок з другої половини 17 ст. Перша писемна згадка про село належить 1660 року. Тут оселилася група козаків з Правобережної України на чолі з Василем Бутиріним. Вибір поселення був досить вдалим: на південь від слободи прилягав Жабчин Яр, зі сходу захищала річка і пагорб вкритий лісом.
Населення слободи займалося землеробством, розводило домашню худобу, птицю. У лісі полювали на кабанів, зайців, лосів. Збирали гриби, ягоди. 1694 року був зведений дерев'яний храм. Сьогодні про нього нагадує великий дерев'яний хрест на в'їзді у село. Назва села походить від назви річки Кам'янки, яка протікала з північного сходу. Кам'янські землі входили до Охтирського полку.
Першим охтирським полковником був Іван Гладкий, згодом Микола Матвєєв, З 1696 по 1704 роки землі Кам'янки належали охтирському полковнику Івану Перехрестову. Цар Петро І отримав багато скарг на нього. В 1704 році ці землі були передані в казну. З 1724 року Петро І передав ці землі своєму духівнику Тимофію Надаржинському за вірну службу. Коштом Надаржинських в Кам'янці 1800 року був збудований храм Різдва Пресвятої Богородиці, який зберігся до сьогодні. Проєкт храму розробив відомий архітектор Олександр Паліцин.
Швидко зростає село наприкінці 19 століття, коли через Кам'янку пройшла залізниця «Харків- Суми» у 1877 році. Цього ж року була відкрита станція Бакирівка. 1896 року в Кам'янці коштом земства було збудовано нову школу, яка працює і зараз. 20 квітня 1897 року в селі була відкрита бібліотека.
У другій половині 19 ст. на початку 20 ст. значна частина кам'янських земель належала Кенігу. Кенігівський фільварок мав 252 десятини орної землі, 173 десятини сінокісної. У 1883 році Кеніг купив у поміщика с. Янківки ділянку землі в 436 десятин. Кам'янське господарство і Янківська дільниця контролювалися одним управляючим, який жив у Кам'янці.

### Історія Кам'янки на початку XX ст
Після Визвольних змагань село остаточно окупували більшовики.
Село постраждало внаслідок Голодомору 1932—1933 років, сталінської колективізації та репресій. 14 сімей в Кам'янці були занесені до списку куркулів та підкуркульників. Вони позбавлялися майна, а деякі були вислані і не повернулися до села.

### Історія Кам'янки в 1941—1945 роках
632 жителі Кам'янки пішли на фронт. 273 не повернулися з війни. Випускниця місцевої школи 1941 року Носач Ніна Іванівна згадувала: « 22 червня у школі був запланований випускний вечір. Ми були молоді, сповнені надій і мрій на майбутнє. Але страшна новина прокотилася селом „війна“. Ввечері усі зібралися у школі, але біль і смуток був на обличах. Наступного дня почалась мобілізація. Я потрапила на фронт медичною сестрою. Війна перевернула наше життя.»
Німці прийшли у село 9 жовтня 1941 року. Вони закликали підтримати нову владу, обіцяли щасливе життя. Але фашистський «новий порядок» обернувся економічним пограбуванням села, терором та відправленням на роботу до Німеччини працездатного населення. Кам'янчани вдень переховувалися у лісі, тримали зв'язок з партизанами, допомагали їм продуктами, передавали інформацію про окупантів. За повідомленням кам'янчан партизани розстріляли старшого поліцая. У відповідь німці зробили облаву у селі. Заарештували батька і сина Гудзенків. За зв'язок з партизанами їх відправили до Тростянця і розстріляли.
Великих боїв у Кам'янці не було. Але жителі пригадують такий факт. У 1943 році після успішної операції на Курській дузі було розпочато звільнення краю від німців. Над Кам'янкою німці підбили радянський літак. Командир екіпажу Федір Михайлович Суслов загинув . Решту льотчиків, які встигли катапультуватися, німці зхопили і відправили до Тростянця. А Федір Суслов був похований кам'янчанами. 19 серпня 1943 року Кам'янка була визволена від німців. Серед визволителів був наш земляк Мироненко Пилип Андрійович. Після війни він працював на машинобудівному заводі у Тростянці. 1980 року у центрі села був зведений меморіал Слави на честь кам'янчан, які загинули у Великій Вітчизняній війні.
У 1952 році в село провели радіо. З 1956 року село електрифіковане. 1962 року два колгоспи кам'янський «новий шлях» та Кам'янецький «Красний партизан» були об'єднані в один «Дружба», а згодом на честь 30-річчя Перемоги перейменований «Імені М. Ф. Ватутіна». Перед будинком правління колгоспу був встановлений бюст М. Ф. Ватутіна. В 1961 році на честь першого польоту людини у космос біля школи був закладений парк імені Юрія Гагаріна, перейменована вулиця на його честь. У 60-80-і роки з'явилася нова вулиця Піонерська, двоповерхова лікарня з пологовим будинком. У центрі села закладений парк на честь 40-річчя Перемоги. Була проведена меліорація земель і прокладені асфальтовані дороги. Працювали 7 магазинів, будинок побуту, бібліотека, клуб тощо. У цей період було найбільше зроблено для розвитку соціальної інфраструктури за всю історію села.
Протягом «лихих» 90-их років тривали руйнівні процеси, що охопили всю Україну. Перестав працювати колгосп—основне підприємство, де працювали жителі Кам'янки, який підтримував соціальну сферу села, закритий був дитячий садок, клуб, магазини, будинок побуту.

## Освіта
Перша школа працювала ще 1732 року (згідно з переписом майора Хрущова). Це була церковно-приходська школа. З випускників її формувався церковний хор.
У 1867 році у Кам'янці відкривається земська школа. Вона розміщувалася у сільській управі. Там було відведено для неї 2 кімнати.
1896 році на кошти земства було побудоване нове приміщення школи, у якому й досі розміщується Кам'янська загальноосвітня школа. У будинку школи були 4 класні кімнати і 2 квартири для вчителів. Відомо ім'я першого вчителя — Федір Демідович Краснокутський. До 1929 року Кам'янська школа була початковою. Згодом — семирічною.

## Архітектурні пам'ятки
1800 року на кошти Олексія Надаржинського був побудований храм Різдва Пресвятої Богородиці. Проєкт храму у стилі класицизму розробив архітектор Олександр Олександрович Паліцин.

## Відомі люди
В поселенні народилась:
- Безуглий Олександр Іванович (1928—1997) — український гобоїст. Професор Національної музичної академії України імені Петра Чайковського.
- Лисиченко Лідія Андріївна (1928) — український мовознавець.